# Niedenzuella
Niedenzuella es un género con 16 especies de plantas con flores  perteneciente a la familia Malpighiaceae. Es originario de Sudamérica. El género fue descrito por  William Russell Anderson  y publicado en Novon 16(2): 194-202, f. 10-11, en el año 2006.

## Especies
- Niedenzuella acutifolia  	(Cav.) W.R.Anderson
- Niedenzuella caracasana 	W.R. Anderson
- Niedenzuella castanea 	(Cuatrec.) W.R. Anderson
- Niedenzuella glabra 	(Spreng.) W.R. Anderson
- Niedenzuella leucosepala 	(Griseb.) W.R. Anderson
- Niedenzuella lucida 	(A.Juss.) W.R. Anderson
- Niedenzuella mater-dei 	(Cuatrec.) W.R. Anderson
- Niedenzuella metensis 	(Cuatrec.) W.R. Anderson
- Niedenzuella mogoriifolia 	(A. Juss.) W.R. Anderson
- Niedenzuella multiglandulosa 	(A. Juss.) W.R. Anderson
- Niedenzuella peruviana 	(Nied.) W.R. Anderson
- Niedenzuella poeppigiana 	(A. Juss.) W.R. Anderson
- Niedenzuella sericea 	(A. Juss.) W.R. Anderson
- Niedenzuella stannea 	(Griseb.) W.R. Anderson
- Niedenzuella suaveolens 	(A. Juss.) W.R. Anderson
- Niedenzuella warmingiana 	(Griseb.) W.R. Anderson